# Ħamrun
Ħamrun (maltesisch Il-Ħamrun) ist eine Stadt südlich der Hafenregion der Insel Malta, deren Einwohner seit alters her Tas-Sikkina (dt.: vom Messer) genannt werden.

## Geschichte
Die ältesten archäologischen Funde in Ħamrun sind einige in die Felsen gehauene Gräber, die auf die punische Zeit datiert werden.
Als Malta vom Johanniterorden regiert wurde (1530–1798), nutzten Beamte, Ritter und Wohlhabende die Gegend zur Jagd und für Landpartien. Ein Hügel namens Tas-Samra spielte in der maltesischen Revolte gegen die französische Besetzung 1798–1800 eine Rolle.
Mitte des 19. Jahrhunderts begann die Region sich zu entwickeln und war als „Casale San Giuseppe“ (dt.: ‚Dorf des hl. Josef‘) bekannt. Bis heute heißt die Hauptstraße von Ħamrun St. Joseph High Street. Diese Straße ist eine der wichtigsten Einkaufsstraßen Maltas.
1875 wurde eine neue Kirche zu Ehren des heiligen Kajetan geweiht. 1881 wurde die Ansiedlung eine eigene Pfarrgemeinde und so auch eine eigene politische Gemeinde. In dieser Zeit wurde sie auch in Ħamrun umbenannt. Der Ursprung dieses Namens ist nicht bekannt, aber eine These besagt, dass der Name vom maltesischen ħamrija ħamra (dt.: ‚rote Erde‘) abgeleitet ist, für die die Ansiedlung berühmt war. Eine andere These geht davon aus, dass der Name auf den Spitznamen einer bekannten Familie „tal-Ħamruna“ zurückgeht.
Während des Zweiten Weltkriegs fanden die Menschen aus der Region um die Häfen Zuflucht in Ħamrun und bis in die 1970er-Jahre war Ħamrun eine der größten Städte Maltas. Sie ist ein wirtschaftliches Zentrum, in dem man insbesondere Möbelgeschäfte und Supermärkte findet, die sich hauptsächlich entlang der St. Joseph High Street gruppieren.

## Politik
Der Local Council (Gemeinderat) besteht aus sieben gewählten Mitgliedern. Bei den Lokalwahlen 2015 erlangte die Partit Laburista (Labour Party) vier Sitze und die Partit Nazzjonalista (Nationalist Party) drei Sitze. Die Stimmenanteile zeigt das nebenstehende Wahldiagramm. Die Wahlbeteiligung lag bei 73,3 %.

## Kirchen

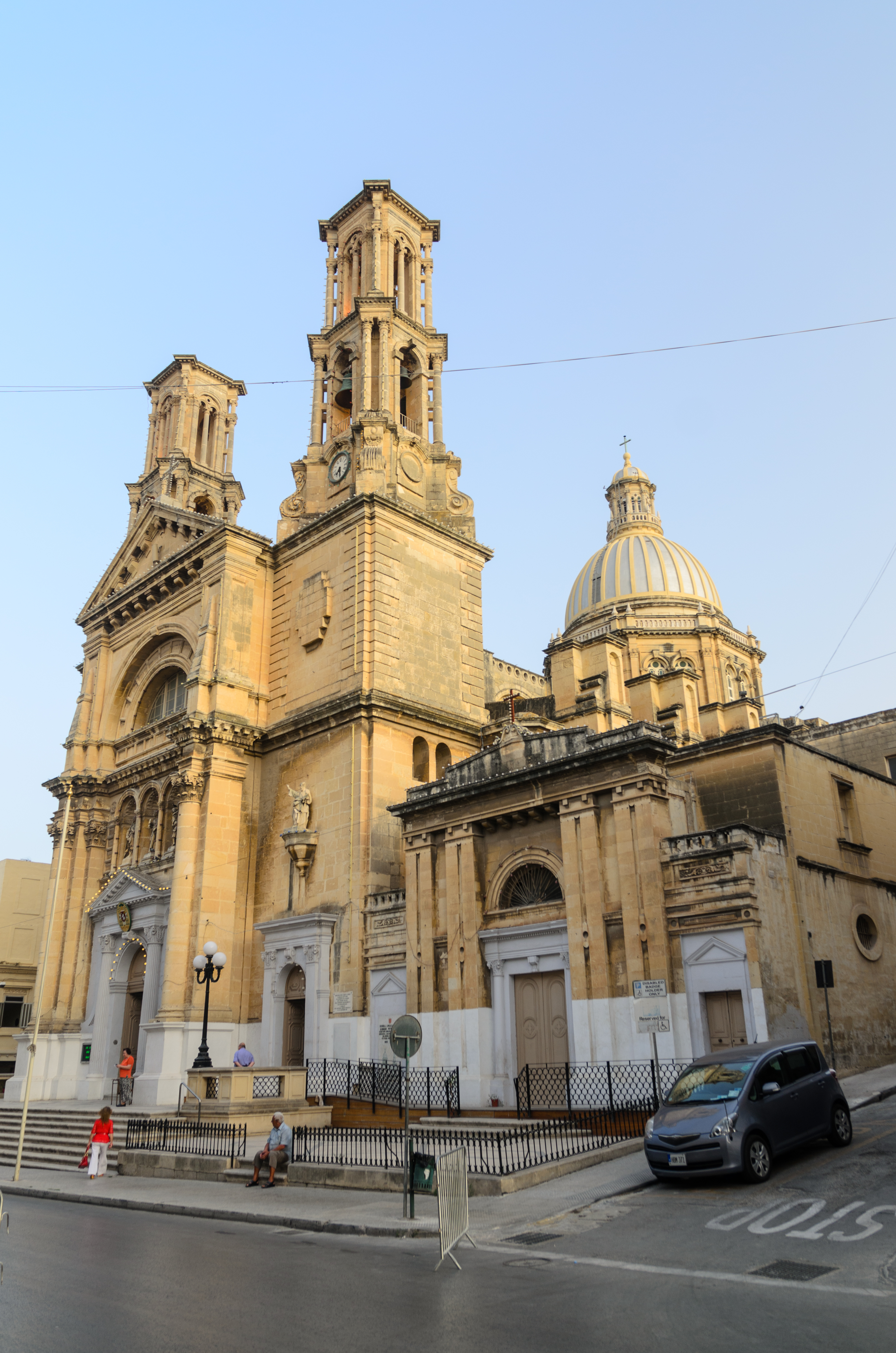
Pfarrkirche St. Kajetan

Our Lady of Atocja Chapel ist die älteste Kapelle in Ħamrun. Sie wurde im frühen 17. Jahrhundert von demjenigen Kaufmann gebaut, der das Bildnis der Schwarzen Madonna von Atocha in Spanien nach Malta brachte. Die Einwohner von Ħamrun nennen sie Tas-Samra.
Die Kapelle von Porto Salvo wurde 1736 errichtet und als Dorfkapelle geweiht. Sie ist in barockem Stil gehalten. Heute dient die Kapelle hauptsächlich der Anbetung der heiligen Eucharistie. Bei den Einheimischen heißt sie Ta’ Santu Nuzzo.
Die Pfarrkirche St. Kajetan wurde in der zweiten Hälfte des 19. Jahrhunderts errichtet. Ursprünglich sollte sie dem hl. Josef geweiht werden, aber Bischof Gaetano Pace Forno wollte sie nach seinem Schutzheiligen benennen. Sie ist in neugotischem Stil erbaut. Ihr Innenraum wurde von Emvin Cremona ausgemalt. Das Standbild des hl. Kajetan wurde von Carlo Darmanin geschaffen.
Die Kirche des heiligen Franz von Assisi wurde von der Franziskus-Gemeinde in den 1950er-Jahren erbaut.
Die Pfarrkirche „Zur Unbefleckten Empfängnis“ errichtete man in den 1960er-Jahren für die größer werdende Bevölkerung Ħamruns. Architektonisch ist sie sehr einfach gehalten. 1973 wurde sie die erste Pfarrkirche des „Neukatechetischen Weges“, der sich von dort auf 26 Pfarrgemeinden Maltas ausbreitete, so auch in der Gemeinde St. Kajetan. Zusammen haben diese beiden Gemeinden 13 Gemeinschaften mit ca. 450 Mitgliedern.

## Schulen
Ħamrun hat die größte Konzentration von Schulen in Malta. Die ältesten Schulen sind die staatlichen Grundschulen (für Schüler von 3 bis 11 Jahren). Die älteste Grundschule stammt aus der Mitte des 19. Jahrhunderts. Ihr Eingang ist mit den Büsten von Königin Vistoria und Prinz Albert verziert. Die andere Grundschule wurde um 1920 errichtet.
Maria Regina Girls’ Junior Lyceum (Mädchengymnasium) wurde Ende der 1950er-Jahre gebaut.
Dun Guzepp Zammit Brighella Boys’ Junior Lyceum (Jungengymnasium) kann seine Ursprünge bis 1590 zurückverfolgen. Sein Wappen zeigt noch Teile des Wappens des Bischofs Garagallo. Ursprünglich war diese Schule in Valletta. Das neue Gebäude wurde Anfang der 1950er-Jahre errichtet.
Maria Assunta Girls’ Secondary School (Mädchengymnasium) ist eine der größten Schulen in Malta. Diese Schule wurde in den 1960er-Jahren mit Hilfe der UNESCO gebaut.
Adelaide Cini Girls’ School war eine weitere Mädchenschule in Ħamrun. Sie wurde erst vor ein paar Jahren geschlossen. Heute sind dort Jungen untergebracht, die möglicherweise auf das M.A. Vassalli Boys’ Junior Lyceum gehen wollen.
Maria Teresa Nuzzo Girls’ School war eine Schule für lernbehinderte Mädchen zwischen 11 und 16 Jahren. Sie war in denselben Gebäuden wie die Grundschule aus den 1920er-Jahren untergebracht. Dort wurden ca. 100 Schülerinnen unterrichtet. Sie wurde aber 2005 geschlossen.
Our Lady Immaculate Girls’ School ist eine kirchliche Schule für Mädchen von 4 bis 16 Jahren. Sie wurde von den Franziskanerinnen unterhalten.
St. Joseph’s Girls School ist ebenfalls eine kirchliche Schule für Mädchen von 4 bis 16 Jahren.

## Öffentliche Verkehrsmittel
In Ħamrun hielten einige historische öffentliche Verkehrsmittel. Das Bemerkenswerteste davon war die Bahnstrecke Valletta–Mdina, die man „Il-Vapur ta’ l-Art“ (dt.: ‚Dampfschiff zu Lande‘) nannte. Heute wird der alte Bahnhof als Hauptquartier der Ħamrun Scout Group (eine der ältesten Pfadfinder-Gruppen der Welt) und als Produktionsstätte für Milchprodukte (Malta Dairy Products Ltd., Markenname: Benna) genutzt.
Außerdem fuhr eine Straßenbahn durch Ħamrun. Die Stadt hat zwar keinen Busbahnhof, aber die Linien 71, 74, 75, 80, 81, 84, 87, 88, 89, 90 und 91 fahren alle durch Ħamrun.

## Sport
Ħamrun ist auch für seinen Fußballverein, die Ħamrun Spartans, bekannt, der seine Heimspiele im Victor-Tedesco-Stadion austrägt. Daneben gibt es noch den Basketballverein Ħamrun Liberty.

## Partnerschaft
Partnergemeinde von Ħamrun ist Scilla in der italienischen Region Kalabrien.

## Söhne und Töchter der Stadt
- Oreste Kirkop (1923–1998), Opernsänger und Schauspieler
- Charles Camilleri (1931–2009), maltesischer Komponist
- Louis Grech (* 1947), maltesischer Politiker der sozialdemokratischen Partit Laburista (PL)
- Roberto Camilleri Azzopardi (1951–2023), römisch-katholischer Bischof von Comayagua
- Joe Grech (1954–2021), Snooker- und English-Billiards-Spieler
- Henry Joseph Balzan (* 1963), römisch-katholischer Geistlicher, Weihbischof in La Serena in Chile
- David Camilleri (* 1974), Fußballspieler
- Roderick Bajada (* 1983), Fußballspieler
- Ryan Fenech (* 1986), Fußballspieler
- Kurt Calleja (* 1989), Sänger und Komponist